# Seeschlacht bei Dungeness
Dover – Plymouth – Elba – Kentish Knock – Dungeness – Portland – Livorno – Gabbard – Scheveningen
In der Seeschlacht bei Dungeness im Ersten Englisch-Niederländischen Krieg trafen am 10. Dezember 1652 (am 30. November 1652 nach dem in England benutzten Julianischen Kalender) die Flotte der Vereinigten Provinzen der Niederlande auf die Flotte des Commonwealth von England nahe dem Kap Dungeness in Kent. Im Niederländischen wird sie Schlacht bei den Singels genannt.

## Vorgeschichte
Im Oktober 1652 glaubte die englische Führung, die Niederländer stellten nach der Niederlage in der Seeschlacht bei Kentish Knock keine Bedrohung mehr dar und sandten 20 Schiffe ins Mittelmeer. Die Niederländer unternahmen jedoch große Anstrengungen ihre Flotte zu verstärken.
Am 1. Dezember lief die niederländische Flotte unter Maarten Tromp aus Hellevoetsluis aus und begleitete einen Konvoi aus Handelsschiffen nach Indien. Nachdem Tromp den Konvoi sicher durch die Straße von Dover gebracht hatte, suchte er nach englischen Schiffen.

## Die Schlacht
Die Flotten trafen am 9. Dezember aufeinander: Auf niederländischer Seite standen 88 Kampfschiffe und 5 Brander, auf englischer Seite 42 Schiffe unter dem Flottenkommandanten Robert Blake. Doch das schlechte Wetter verhinderte an diesem Tag jeden Kampf.
Am nächsten Tag um 15 Uhr begannen die Kämpfe. Die Engländer verloren bis zum Anbruch der Nacht fünf Schiffe – zwei davon enterten die Niederländer. Weitere englische Schiffe wurden beschädigt. Die Niederländer verloren ein Schiff durch Feuer. Blake zog sich zurück und ankerte in den Downs.

## Folgen
Der Sieg verschaffte den Niederländern die Kontrolle über den Ärmelkanal. Doch Tromp konnte nicht zufrieden sein, hatte er sich doch die Gelegenheit entgehen lassen, die englische Flotte zu vernichten.
Die Engländer reparierten im Winter ihre Schiffe, überdachten ihre Marinetaktik und gaben die Segel- und Kampfanweisungen heraus, in denen zum ersten Mal die Taktik der Schlachtlinie beschrieben wurde.
Im Februar 1653 war die englische Flotte wieder stark genug und konnte die Niederländer erneut herausfordern – dies führte zur Seeschlacht bei Portland.